# Транслятори нескінченності
«Транслятори нескінченності» (англ. Assemblers of Infinity) — науково-фантастичний роман Кевіна Джеймса Андерсона та Дага Бісона. Вперше декількома частинами був надрукований у період з вересня по грудень 1992 року на сторінках американського журналу «Аналог: наукова фантастика та факти», повністю ж був опублікований у 1993 році видавництвом Bantam Spectra. У 1994 році був номінований на премію «Неб'юла» за найкращий науково-фантастичний роман: єдина номінація обох авторів в історії «Неб'юли». Також роман посів підсумкове 25-е місце в номінації за найкращий ноауково-фантастичний роман за версією премії «Локус». На даний час книга більше не друкується, але все ще доступна в електронному вигляді.